# Nowa Brzeźnica (gemeente)
De gemeente Nowa Brzeźnica is een landgemeente in het Poolse woiwodschap Łódź, in powiat Pajęczański.
De zetel van de gemeente is in Nowa Brzeźnica.
Op 30 juni 2004 telde de gemeente 5057 inwoners.

## Oppervlakte gegevens
In 2002, had de gemeente Nowa Brzeźnica een totale oppervlakte van 135,95 km², verdeeld als volgt:
- agrarisch gebied: 52%
- bossen: 40%

De gemeente beslaat 16,91% van de totale oppervlakte van de powiat.

## Demografie
Stand op 30 juni 2004:
| Omschrijving                   | Totaal | Totaal | Vrouwen | Vrouwen | Mannen | Mannen |
| ------------------------------ | ------ | ------ | ------- | ------- | ------ | ------ |
| eenheid                        | aantal | %      | aantal  | %       | aantal | %      |
| inwoners                       | 5057   | 100    | 2548    | 50,4    | 2509   | 49,6   |
| bevolkingsdichtheid (inw./km²) | 37,2   | 37,2   | 18,7    | 18,7    | 18,5   | 18,5   |

In 2002 bedroeg het gemiddelde inkomen per inwoner 1133,07 zł.

## Administratieve plaatsen (sołectwo)
Dubidze, Dubidze-Kolonia, Dworszowice Kościelne, Dworszowice Kościelne-Kolonia, Konstantynów, Kruplin Radomszczański, Kuźnica, Łążek, Nowa Brzeźnica, Prusicko, Stara Brzeźnica (sołectwa: Stara Brzeźnica-Osada en Stara Brzeźnica-Wieś), Trzebca, Ważne Młyny, Wólka Prusicka.
Zonder de status sołectwo : Gojsc

## Aangrenzende gemeenten
Kruszyna, Ładzice, Miedźno, Mykanów, Pajęczno, Popów, Strzelce Wielkie